# Izvoarele, Dâmbovița
Izvoarele este un sat în comuna Voinești din județul Dâmbovița, Muntenia, România.
Satul Izvoarele este situat la 20-25 km de Târgoviște (reședința de județ), pe drumul național Târgoviște–Câmpulung și aparține administrativ comunei Voinești.
Geografic, satul Izvoarele este situat pe partea estică a văii râului Dâmbovița, într-o zonă împădurită.
Activitatea principală a locuitorilor, pe plan local, este pomicultura și agricultura.
Denumirea localității provine de la faptul că, în acest sat, există un număr foarte mare de izvoare cu apă dulce, localitatea fiind practic permanent alimentată de acestea.
O parte a populației din acest sat are origini bulgare fiind stabiliți aici după 1821, după revoluția lui Tudor Vladimirescu. Limba bulgara e vorbită în cadru familial, mai ales de către vârstnici.
Oamenii satului dispun în mare parte de posibilități materiale reduse, compensând însă exemplar prin calitate și ospitalitate.